# Bitwa pod Kozłudżą
Bitwa pod Kozłudżą – starcie zbrojne, które miało miejsce 20 czerwca 1774 podczas V wojny rosyjsko-tureckiej (1768–1774).
Generał lejtnant Aleksandr Suworow i M.F. Kamieński dowodząc korpusami wojsk rosyjskich rozbili armię turecką (40 000? – 60 000? żołnierzy) pod dowództwem Abder-Rezak Paszy pod Kozłudżą (wieś 30 km na płn. zach. Warny w północno-wschodniej Bułgarii, dziś wieś Suworowo), pokazując się jako błyskotliwy taktyk i niezrównany wódz kampanii lądowych. Zgodnie z planem dowódcy armii Piotra Rumiancewa korpusy Suworowa i Kamieńskiego po przeprawieniu się przez Dunaj 19 czerwca w rejonie Juszenły – 6 km na wschód od Kozłudży połączyły się. Wojska tureckie w tym czasie obozowały pod Kozłudżą. Rankiem 20 czerwca pod przykryciem kawalerii korpus Suworowa ruszył na Juszenły i atakował Turków przy wsparciu oddziałów Kamieńskiego. Turcy zostali rozbici i wycofali się w kierunku na Szumen pozostawiając 29 dział. W bitwie tej Suworow, stojąc na czele armii rosyjskiej liczącej 50 000 (inne źródła 25 000) żołnierzy, dopadł część tureckiej armii na próbie przeprawy przez dopływ Dunaju. Jego wściekły atak wyparł zmieszanych Turków z powrotem do głównej armii. Kontynuacja natarcia doprowadziła do pobicia armii tureckiej i zdobycia jej obozu.
Zwycięstwo pod Kozłudżą otworzyło drogę na Szumen, gdzie były główne siły wielkiego wezyra. Wielki wezyr nie miał, po tej bitwie, już sił do dalszego prowadzenia wojny. Wojna zakończyła się podpisaniem pokoju 21 lipca 1774.